# Jean Lacroix (philosophe)
Pour les articles homonymes, voir Jean Lacroix et Lacroix.
Jean Lacroix, né le 23 décembre 1900 dans le 6e arrondissement de Lyon (Rhône) et mort le 27 juin 1986 à Saint-Cyr-au-Mont-d'Or, est un philosophe français.

## Biographie

### Famille
Jean Lacroix est issu de la bourgeoisie catholique lyonnaise.

### Formation
Il est étudiant en droit et en lettres aux Facultés catholiques de Lyon puis en philosophie à Grenoble où il est l'élève de Jacques Chevalier et à la Sorbonne où il est l'élève de Léon Brunschvicg.
Il passe sous la direction de Jacques Chevalier son mémoire de diplôme d'études supérieures sur la conception chrétienne de l'autorité en 1920 puis participe au « groupe de travail en commun » de celui-ci, avec Jean Guitton comme secrétaire.
En 1927, il est agrégé de philosophie et licencié en droit.

### Carrière d'enseignant
À partir de 1927, Jean Lacroix commence sa carrière de professeur de philosophie à Chalon-sur-Saône, puis enseigne à Lons-le-Saunier, Bourg-en-Bresse et Dijon avant d'être nommé en 1937 au lycée du Parc à Lyon où il occupera la chaire de première supérieure jusqu'en 1968. Il eut parmi ses élèves le philosophe de l'individuation Gilbert Simondon et le philosophe, psychologue et psychanalyste Alain-Noël Henri. 

### Carrière journalistique
En 1932, il fonde avec Emmanuel Mounier la revue Esprit. De 1945 à 1980, il est chroniqueur philosophique au journal Le Monde. Militant du catholicisme social, il participe à Chronique sociale aux côtés de Joseph Vialatoux

### Autres fonctions
À partir de 1977, il est membre correspondant de l'Institut. À Lyon, en étroite collaboration avec ses amis jésuites, universitaires et autres, il participe à la vie culturelle et anime avec chaleur et humour pendant plus de trente ans, le plus vivant des groupes Esprit de province.

## Œuvres
Auteur de vingt ouvrages brefs et denses, de nombreux articles et conférences, notamment en Pologne, il entretient un dialogue constant avec ses amis et philosophes — Francis Jeanson, Louis Althusser, les universitaires, ses anciens élèves, à la Société européenne de culture — et avec les intellectuels communistes qui éprouvent sa patience.
Ami proche et collaborateur de François Perroux, lié à Hubert Beuve-Méry et au père Dabosville, aumônier de la paroisse universitaire, il fait le lien entre Emmanuel Mounier et les catholiques sociaux.
Il allie la pleine adhésion à l'Église catholique et la liberté de l'esprit qui l'amène à dénoncer cléricalismes et conformismes. Poursuivant l'élan révolutionnaire des années 1930 et soucieux de comprendre « l'homme marxiste » pour relever son défi, il est un des artisans de l'évolution à gauche du monde catholique.

## Hommages
En 2016, une plaque à sa mémoire est installée sur la façade de l'immeuble situé au numéro 125 de la rue Garibaldi à Lyon, où il vécut de 1937 à 1954.

## Ouvrages
- Timidité et adolescence, Aubier, 1936, 173 p.
- Itinéraire spirituel, Bloud & Gay (La Nouvelle Journée, 35), 1937, 158 p.
- Mystique et politique, dans l'ouvrage collectif Options sur demain, Bloud & Gay (La Nouvelle Journée, 6), 1939, p. 63-92.
- L'adolescence scolaire, éditions de l'École nationale des cadres d'Uriage, 1941, 45 p.
- Personne et amour, Lyon, éditions du Livre français (Construire), 1942, 128 p. ; nouvelle édition augmentée, Seuil, 1955, 146 p.
- Vocation personnelle et tradition nationale, Bloud & Gay (La Nouvelle Journée, 10), 1942, 192 p.
- Le sens du dialogue, Neuchâtel, La Baconnière, 1944, 149 p. ; 2 édition, 153 p.
- Socialisme ?, éditions du Livre français, 1945, 96 p.
- Force et faiblesse de la famille, Seuil, 1948, 156 p. ; 4e édition, 1957, 190 p.
- Marxisme, existentialisme, personnalisme. Présence de l'éternité dans le temps, PUF, 1949, 124 p. ; 7e édition, 1971.
- Les sentiments et la vie morale, PUF (Initiation philosophique), 1953, 94 p. ; 7e édition, 1968, 108 p.
- La sociologie d'Auguste Comte, PUF (Initiation philosophique), 1956, 114 p. ; 3e édition, 1967.
- Le sens de l'athéisme moderne, Casterman (L'actualité religieuse, 8), 1958, 125 p. ; 6e édition augmentée, 1970, 166 p.
- Histoire et mystère, Casterman (L'actualité religieuse, 18), 1962, 134 p.
- Maurice Blondel. Sa vie, son œuvre, avec un exposé de sa philosophie, PUF (Philosophes), 1963, 139 p.
- L'échec, PUF (Initiation philosophique, 69), 1964, 116 p.
- Crise de la démocratie, crise de la civilisation. Lyon, Chronique sociale de France, 1965, 131 p.
- Kant et le kantisme, PUF (Que sais-je ?), 1966, 127 p. ; 6e édition mise à jour, 1981.
- Panorama de la philosophie française contemporaine, PUF, 1966, 248 p. ; 2e édition augmentée, 1968, VIII-287 p.
- Spinoza et le problème du salut, PUF (Initiation philosophique, 91), 1970, 127 p.
- La crise intellectuelle du catholicisme français, Fayard (Points chauds), 1970, 57 p.
- Le personnalisme comme anti-idéologie, PUF (SUP, Le philosophe), 1972, 163 p.
- Le désir et les désirs, PUF (SUP, Le philosophe), 1975, 181 p.
- Philosophie de la culpabilité, PUF (Philosophie d'aujourd'hui), 1977, 175 p.

## Biographie
- Humanisme et Philosophie citoyenne. Joseph Vialatoux et Jean Lacroix (E. Gabellieri et P. Moreau dir.), DDB-Lethielleux, 2010